# Caloptilia bimaculatella
Caloptilia bimaculatella là một loài bướm đêm thuộc họ Gracillariidae. Nó được tìm thấy ở Canada (Ontario và Québec) Hoa Kỳ (bao gồm Florida, Kentucky, Maine, Michigan, Missouri, New York, Vermont, Connecticut và West Virginia).
Sải cánh dài 9–10 mm.
Ấu trùng ăn Acer rubrum. Chúng ăn lá nơi chúng làm tổ.